# Spletni brskalnik
Spletni brskalnik je računalniški program, ki omogoča brskanje po spletu ter prikazovanje dokumentov HTML in večpredstavnih vsebin. Spletni brskalniki omogočajo dostop do svetovnega spleta. V letih 1996–1997 sta bila vodilna spletna brskalnika Netscape Navigator in Microsoft Internet Explorer. Brskalniki ponujajo grafični uporabniški vmesnik do informacije na internetu. Brskalnik dokument HTML prebere in ga prikaže kot grafični dokument, ki lahko vsebuje slike, video, zvok in hiperbesedilne povezave do drugih dokumentov.
Brskalniki z grafičnim uporabniškim vmesnikom so postali široko dostopni leta 1993, ko sta Marc Andreessen in Eric Bina razvila brskalnik NCSA Mosaic. Za določene posebne dejavnosti, na primer ogled spletnih mest z navidezno resničnostjo, potrebujemo poseben brskalnik, ki prepozna tudi jezik za modeliranje navidezne resničnosti (VRML).
Danes najbolj razširjeni brskalniki so Google Chrome, Mozilla Firefox, Safari, Opera in Microsoft Edge.

## Zgodovina
Temelje za prvi brskalnik, WorldWideWeb, ki je začel delovati leta 1991, je postavil Tim Berners-Lee že v poznih 80. Letih. Prvi brskalnik je združil najrazličnejše nove in že obstoječe tehnologije programske in strojne opreme. 
Uvedba spletnega brskalnika NCSA Mosaic v letu 1993, ki je bil tudi eden izmed prvih grafičnih spletnih brskalnikov, je povzročila eksplozijo v spletni uporabi. Marc Andreessen, vodja ekipe, ki se je v podjetju NCSA ukvarjala z razvojem spletnega brskalnika Mosaic, je leta 1994 ustanovil lastno podjetje, ki se je imenovalo Netscape. Njihov končni projekt Netscape Navigator je hitro postal najbolj priljubljen spletni brskalnik, ki ga je na njegovem vrhuncu uporabljalo približno 90 % vseh uporabnikov spleta.
Microsoft je na to odgovoril s svojim brskalnikom, na katerega je prav tako močno vplival Mosaic. Leta 1995 so izdali Internet Explorer in tako se je začela prva vojna brskalnikov. Z vgrajevanjem Internet Explorerja v operacijski sistem MS Windows je lahko Microsoft izkoristil svoj prevladujoč položaj na trgu operacijskih sistemov za prevzem trga spletnih brskalnikov. Do leta 2002 je delež uporabe Internet Explorerja narasel na več kot 95 %, potem pa je spet začel počasi upadati, ko so se začeli pojavljati in razvijati novi brskalniki.
V letu 1996 se je razvila Opera in čeprav ni nikoli dosegla široke uporabe na računalnikih (na podlagi Net Applications so avgusta 2009 izmerili 2 % delež uporabe), ima dandanes znaten delež uporabe na hitro rastočem trgu mobilnih spletnih brskalnikov, saj je bila prednaložena že na več kot 40 milijonov mobilnih telefonov. Zraven tega je na voljo tudi na več drugih vgrajenih sistemih, vključno z video igralno konzolo Nintendo Wii.
Leta 1998 je Netscape začel s projektom, ki bi naj postal osnova za Mozillo v poskusu, da pripravi konkurenčni brskalnik z uporabo modela odprtokodne programske opreme. Ta brskalnik se je sčasoma razvil v Firefox, ki je že v času beta faze razvoja pridobil velik delež uporabnikov. Kmalu po izidu Firefoxa 1.0 konec leta 2004 so vse različice Firefoxa vzdrževale vsaj 7,4 % delež uporabe. Do avgusta 2009 je delež narasel do 23 %.
Applov Safari je svojo prvo beta različico izdal januarja 2003. Do julija 2009 je dosegel prevladujoč delež uporabe na Applovih operacijskih sistemih, kar predstavlja nekaj več kot 4 % celotnega trga spletnih brskalnikov. Njegov izvajalni sistem, ki se imenuje WebKit, se prav tako lahko izvaja tudi v standardnih brskalnikih različnih platform mobilnih telefonov, vključno z Android, Nokia S60 in Palm WebOS.
Zadnji večji spletni brskalnik, ki med drugim bazira na WebKit-u, je Googlov Chrome, ki se je trgu spletnih brskalnikov prvič pojavil septembra 2008. Do avgusta 2009 je njegov delež uporabe narastel že na 3 %.
29. julija 2015 je Microsoft izdal nov spletni brskalnik Microsoft Edge, ki je nadomestil Internet Explorer, katerega število uporabnikov je bilo vsako leto manjše.

## Značilnosti
Spletni brskalniki, ki so na voljo, se nahajajo v razponu od najenostavnejših prikazovalnikov besedila, ki podpirajo le začetne verzije HTML-ja in imajo minimalno razvite uporabniške vmesnike, do brskalnikov z bogatimi uporabniškimi vmesniki, ki podpirajo številne protokole in formate datotek. Spletni brskalniki so sprva podpirali le zelo preproste različice HTML-ja. Hiter razvoj lastniških spletnih brskalnikov je privedel do razvoja nestandardnih različic HTML, ki je vodil do težav s prikazovanjem spletnih strani. Sodobni spletni brskalniki tako podpirajo kombinacijo standardnih in novejših HTML in XHTML standardov, ki bi se naj enako prikazovali na vseh spletnih brskalnikih.